# Святогорский Успенский монастырь (Пушкинские Горы)
Святогорский Свято-Успенский монастырь — православный мужской монастырь Великолукской епархии Русской православной церкви. Находится в посёлке городского типа Пушкинские Горы Псковской области. Главнейшая святыня монастыря — икона Богородицы «Одигитрия Святогорская», по преданию была найдена около 1566 года пастухом Тимофеем на одном из холмов в окрестностях города Воронич (ныне городище Воронич в составе Пушкинского Заповедника).

## История
Основан в 1569 году по приказу царя Ивана Грозного как один из приграничных форпостов Русского царства, в память явления богородичных икон «Умиление» и «Одигитрия» на Синичьей (впоследствии — Святой) горе. Основателем стал псковский наместник князь Юрий Токмаков. В конце XVI века пострадал от нашествия войск польского короля Стефана Батория.

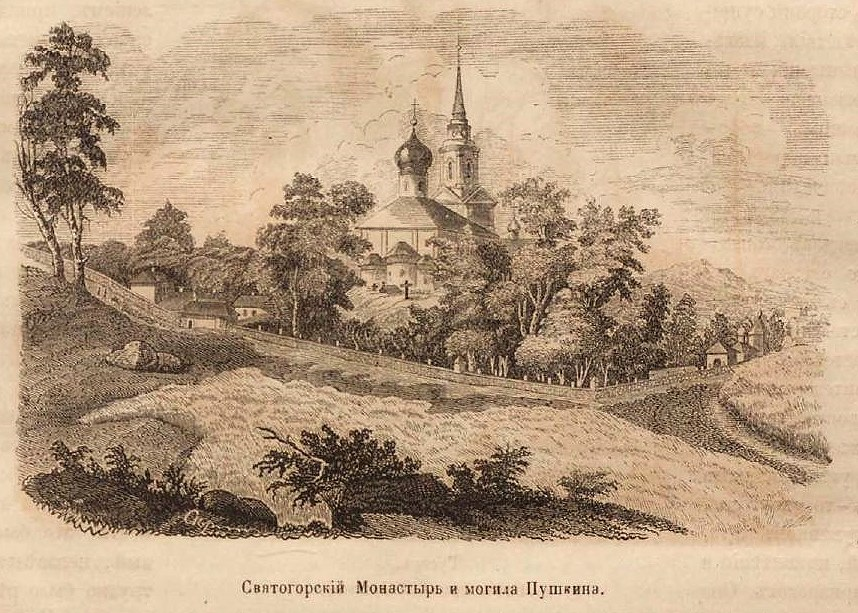
Монастырь и могила Пушкина. Репродукция 1874 г.

В XVI столетии при монастыре возникла слобода Тоболенец (название дано по имени близлежащего озера), к началу XVIII века разросшаяся в село Святые Горы (с 1925 года — Пушкинские Горы).
В XVIII веке утратил своё оборонительное значение. При монастыре ежегодно проводились ярмарки, привлекавшие большое количество купцов и народа. Святогорский монастырь широко известен как место погребения русского поэта Александра Пушкина (похоронен в родовой усыпальнице Ганнибалов-Пушкиных в 1837 году). Синодальным распоряжением от 19 марта 1899 года к столетию со дня рождения поэта монастырь был переведён из третьего во второй класс штатных монастырей.

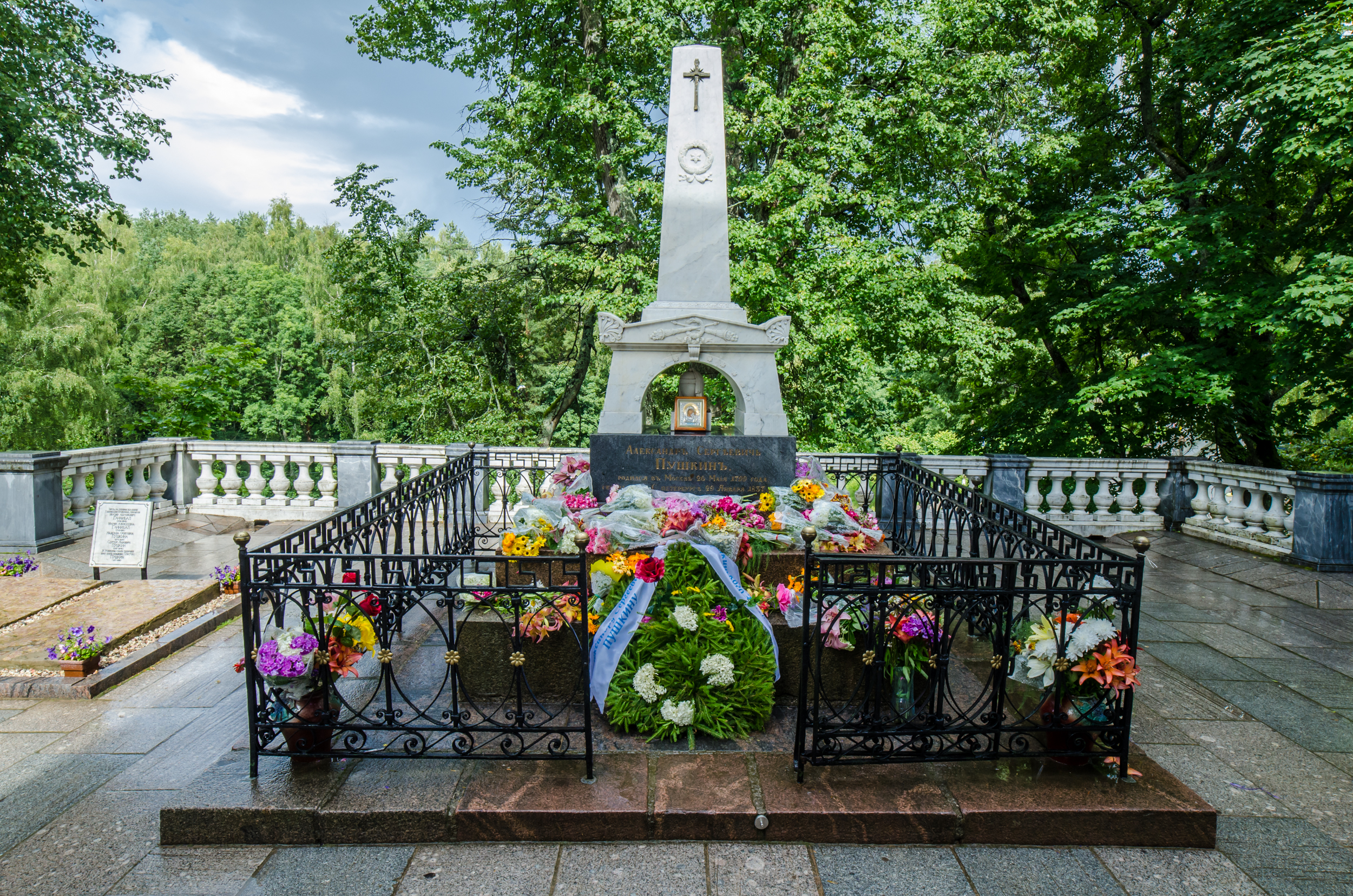
Могила Александра Пушкина

В 1924 году Святогорский мужской монастырь был закрыт большевиками.
В годы Великой Отечественной войны здания монастыря серьёзно пострадали, некоторые были разрушены, иные заминированы.
К 1949 году большая часть монастырских строений была восстановлена и до 1992 года использовалась как экспозиционная и административная часть Государственного мемориального музея-заповедника А. С. Пушкина.
В 1992 году монастырь был возвращён Русской православной церкви. На 2007 год в монастыре проживало 28 монахов и послушников.
Монастырь охраняется государством в составе Музея-заповедника А. С. Пушкина.

## Настоятели и наместники монастыря
- Геннадий (1587—1588)
- Зосима (Завалишин) (упоминается в 1598)[3]
- Вениамин (Сахновский) (8 июля 1726 — 8 июня 1730)
- Иннокентий (— 1753 —)[4]
- Геннадий (1827—184?)[5]
- Сергий (Сосновский) (1992—1995)
- Кенсорин (Федоров) (1995—2000)
- Макарий (Швайко) (11 августа 2000 — 7 декабря 2019[6])
- Василий (Бурков), иеромонах (с 11 марта 2020 года[7]).